# Zhuzhou, Zhuzhou
Zhuzhou, tidigare romaniserat Chuchow, är ett härad som lyder under Zhuzhous stad på prefekturnivå i Hunan-provinsen i södra Kina.